# Старокостеево
Старокостеево (баш. Иҫке Кәстәй) — село в Бакалинском районе Республики Башкортостан Российской Федерации. Административный центр Старокостеевского сельсовета.

## География
Село находится на берегу реки Шерашлинка, вблизи границы с Татарстаном. 

### Географическое положение
Расстояние до:
- районного центра (Бакалы): 12 км,
- ближайшей ж/д станции (Туймазы): 87 км.

## Население
| 2002 | 2009 | 2010 |
| ---- | ---- | ---- |
| 465  | ↘447 | ↘430 |

### Национальный состав
Согласно переписи 2002 года, преобладающая национальность — русские (96 %).